# Simone Pontisso
Simone Pontisso, né le 20 mars 1997 à San Daniele del Friuli, est un footballeur italien. Il évolue au poste de milieu défensif au Delfino Pescara.

## Carrière
Simone Pontisso est prêté au SPAL 2013 pour la saison 2016-2017.

## Statistiques
| Saison                | Club                  | Championnat           | Championnat | Championnat | Coupe(s) nationale(s) | Coupe(s) nationale(s) | Total | Total |
| Saison                | Club                  | Division              | M.          | B.          | M.                    | B.                    | M.    | B.    |
| 2014-2015             | Udinese Calcio        | Serie A               | 1           | 0           | -                     | -                     | 1     | 0     |
| 2015-2016             | Udinese Calcio        | Serie A               | -           | -           | 1                     | 0                     | 1     | 0     |
| 2016-2017             | SPAL Ferrare (prêt)   | Serie B               | -           | -           | 1                     | 0                     | 1     | 0     |
| Total sur la carrière | Total sur la carrière | Total sur la carrière | 1           | 0           | 2                     | 0                     | 3     | 0     |

## Palmarès
Il est finaliste de l'Euro des moins de 19 ans en 2016 avec l'Italie.